# Якубув (Білобжезький повіт)
Якубув (пол. Jakubów) — село в Польщі, у гміні Стара Блотниця Білобжезького повіту Мазовецького воєводства.
Населення — 111 осіб (2011).
У 1975-1998 роках село належало до Радомського воєводства.

## Демографія
Демографічна структура станом на 31 березня 2011 року:
|          | Загалом | Допрацездатний вік | Працездатний вік | Постпрацездатний вік |
| -------- | ------- | ------------------ | ---------------- | -------------------- |
| Чоловіки | 60      | 17                 | 30               | 13                   |
| Жінки    | 51      | 16                 | 23               | 12                   |
| Разом    | 111     | 33                 | 53               | 25                   |